# Золотобалковский сельский совет (Нововоронцовский район)
Золотобалковский сельский совет (укр. Золотобалківська сільська рада) — входит в состав
Нижнесерогозского района
Херсонской области
Украины.
Административный центр сельского совета находится в
с. Золотая Балка
.

## Населённые пункты совета
- с. Золотая Балка